# Leiophron varisae
Leiophron varisae är en stekelart som först beskrevs av Van Achterberg 2001.  Leiophron varisae ingår i släktet Leiophron och familjen bracksteklar. Arten är reproducerande i Sverige. Inga underarter finns listade i Catalogue of Life.